# Regionale Publieke Omroep
De stichting Regionale Publieke Omroep (RPO) is het samenwerkings- en coördinatieorgaan voor de regionale publieke omroep in Nederland. De RPO verenigt en vertegenwoordigt de regionale publieke omroep in Nederland. De RPO bevordert samenwerking tussen de regionale omroepen onderling en met de landelijke en lokale publieke omroep. Door middel van kennisuitwisseling en innovatie versterkt de RPO de functie van de regionale publieke omroep. 

## Taken
De taken van de RPO zijn vastgelegd in de Mediawet. Dit zijn:
- a. het bevorderen van samenwerking en coördinatie met het oog op de uitvoering van de publieke mediaopdracht op regionaal niveau;
- b. het behartigen van zaken die van gemeenschappelijk belang zijn voor de regionale publieke mediadienst en de regionale publieke media-instellingen;
- c. het sluiten van collectieve arbeidsovereenkomsten en het vaststellen van normen voor de honorering van freelancers, mede in naam van de regionale publieke media-instellingen;
- d. het bevorderen van een doelmatige inzet van de gelden die bestemd zijn voor de verzorging en verspreiding van het media-aanbod en het bevorderen van geïntegreerde financiële verslaglegging en verantwoording;
- e. het inrichten, in stand houden, beheren en exploiteren en regelen van het gebruik van organen, diensten en faciliteiten, waaronder studio’s en distributie-infrastructuren, die nodig zijn voor een goede uitvoering van de publieke mediaopdracht op regionaal niveau; en
- f. andere taken waarmee zij bij de wet wordt belast.

## Overleg Regionale Omroepen
De stichting RPO kent een overleg van regionale omroepen (Overleg Regionale Omroepen), bestaande uit de bestuurders van de regionale publieke media-instellingen. Het Overleg Regionale Omroepen biedt een platform voor overleg en  samenwerking tussen de regionale publieke media-instellingen en de RPO.  Het Overleg Regionale Omroepen is bevoegd gevraagd en ongevraagd te adviseren aan het bestuur van de RPO.

## Geschiedenis
Stichting Regionale Omroep Overleg en Samenwerking (ROOS) heeft de stichting RPO opgericht in 2016. De oprichting van de stichting vloeide voort uit beleid van het Kabinet Rutte-Asscher en een wijziging van de Mediawet met het doel te komen tot een voor alle regionale omroepen gemeenschappelijk begrotings- en verantwoordingscyclus en meer onderlinge samenwerking. Op 30 augustus 2016 werd bekend dat acht van de dertien omroepen tegen de door het Kabinet gewenste samenwerking zijn omdat dit volgens hen de journalistieke onafhankelijkheid aantast zoals in de voorgestelde plannen van VVD-staatssecretaris Sander Dekker.
Tot juli 1989 vielen de regionale omroepen onder de NOS maar zijn daarna verzelfstandigd.
ROOS was sinds 1988 het samenwerkingsverband en overlegorgaan van de regionale omroepen en is per 1 juli 2017 in de RPO opgegaan via een juridische fusie.

## Omroepen
De publieke regionale omroepen in Nederland zijn:
- RTV Noord (vanaf 1977);
- Omrop Fryslân (vanaf 1977);
- RTV Drenthe (vanaf 1989);
- RTV Oost (vanaf 1977);
- Omroep Gelderland (vanaf 1989);
- RTV Utrecht (vanaf 2002);
- Omroep Flevoland (vanaf 1989);
- RTV Noord-Holland (vanaf 1989);
- Omroep West (vanaf 2001);
- RTV Rijnmond (vanaf 1983);
- Omroep Brabant;
- Omroep Limburg/L1 (vanaf 1988);
- Omroep Zeeland.